# Варгас, Карлос Алонсо
Карлос Алонсо Варгас Тенорио (исп. Carlos Alonso Vargas Tenorio; родился 14 февраля 1999 года в Сьюдад-Хуаресе, Мексика) — мексиканский футболист, защитник клуба «Крус Асуль».

## Клубная карьера
Варгас — воспитанник клуба «Тихуана». 22 февраля 2017 года в поединке Кубка Мексики против «Коррекаминос» Карлос дебютировал за основной состав. 18 марта в матче против «Сантос Лагуна» он дебютировал в мексиканской Примере. Летом того же года Варгас перешёл в столичную «Америку». 23 июля в матче против «Керетаро» он дебютировал за новую команду. В 2018 году Карлос помог клубу выиграть чемпионат, а через года завоевать национальный кубок.
В начале 2020 года Варгас был арендован «Монаркас Морелией». 29 февраля в матче против «Крус Асуля» он дебютировал за новый клуб. 9 марта в поединке против «Некаксы» Карлос забил свой первый гол за «Морелию».

## Международная карьера
В 2018 году в составе молодёжной сборной Мексики Варгас принял участие в Молодёжном кубке КОНКАКАФ. На турнире он сыграл в матче против Никарагуа.

## Достижения
Клубные
 «Америка»
- Победитель Лиги MX — Апертура 2018
- Обладатель Кубка Мексики — Клаусура 2019